# Mark Paston
Mark Nelson Paston (Hastings, 13 dicembre 1976) è un ex calciatore neozelandese, di ruolo portiere.

## Carriera
Ha giocato in patria ma anche in Inghilterra.

## Nazionale
Esordì in nazionale nel 2003 in un match perso 3-0 contro l'Iran. Era il portiere titolare della nazionale neozelandese nella storica vittoria per 10-0 contro il Tahiti del 4 giugno 2004.
Con la nazionale neozelandese ha preso parte a 2 edizioni della Confederations Cup, e 3 della Coppa d'Oceania, vincendo quella del 2008.
Ha inoltre disputato da titolare il Mondiale del 2010, rendendosi protagonista di una grande prova contro l'Italia campione del mondo in carica, fissando il risultato sull'1-1.
Nonostante l'eliminazione al primo turno, la Nuova Zelanda al mondiale sudafricano non perse neanche una partita, rimanendo a fine torneo l'unica nazionale imbattuta di tutto il mondiale.